# Carl Maurer
Carl August Wilhelm Maurer (* 3. April 1816 in Berlin; † 2. August 1878 in Waldbröl) war ein preußischer Verwaltungsjurist und Landrat des Kreises Waldbröl ab 1852.

## Leben

### Werdegang
Carl Maurer besuchte das Gymnasium zum Grauen Kloster in seiner Geburtsstadt Berlin. Nach der dortigen Ablegung der Reifeprüfung im Frühjahr 1834 studierte er an der Universität zu Berlin Rechtswissenschaften.
Nach seiner Vereidigung (16. Dezember 1839) begann er mit der am 7. Januar 1840 folgenden Ernennung zum Auskultator seine weiterführende Ausbildung im Preußischen Justizdienst. Unterbrochen wurde diese von seinem Militärdienst, den er als Einjährig-Freiwilliger vom 6. April 1840 an bei dem Garde-Schützen-Bataillon in Berlin versah. Mit Ablegung des Ersten juristischen Staatsexamens erhielt Maurer dann am 20. Februar 1843 und mit Dienstalter vom 24. Dezember 1843 die Ernennung zum Gerichtsreferendar beim Kammergericht. Dort erhielt er auch nach Ablegung des zweiten juristischen Staatsexamens am 2. September 1848 seine Ernennung zum Gerichtsassessor. 1849 fand Carl Maurer vorübergehend Einsatz als Hilfsarbeiter im Preußischen Kultusministerium. Schließlich wurde er als Garnisonauditeur in der Militärverwaltung zum 15. August 1850 nach Saarlouis versetzt, ehe er am 28. August 1852 und zunächst kommissarisch mit der Verwaltung des Kreises Waldbröl beauftragt wurde. Diese Stellung am 28. Oktober desselben Jahres antretend, erhielt er mit Allerhöchster Kabinettsorder vom 17. Oktober 1853 seine definitive Bestallung als Landrat des Kreises Waldbröl zum 1. Oktober 1853.
Maurer verblieb über mehr als ein Vierteljahrhundert in der Position als Waldbröler Landrat. Am 24. Mai 1878 erhielt er dort auch seine Bestallung zum Regierungsrat, verbunden mit der Umsetzung an die Königlich Preußische Regierung in Köslin. Bevor diese jedoch erfolgen konnte, starb Maurer in Waldbröl im Dienst.

### Politische Laufbahn
Carl Maurer wurde während der von 1855 bis 1858 dauernden 4. Legislaturperiode am 29. Dezember 1856 in das Preußische Abgeordnetenhaus nachgewählt. Ferner gehörte er dem Haus während der 9. Legislaturperiode von 1870 bis 1873 an. Er war Mitglied der Fraktion Büchtemann.

### Familie
Der Protestant Carl Maurer heiratete am 6. Mai 1849 in Berlin Anna Maria Eugenie Scheringer (geboren 30. Oktober 1819 in Berlin; † nach 1878), eine Tochter des Geheimen expedierenden Sekretärs und Kalkulators im Preußischen Kriegsministerium Johann Carl Scheringer und dessen Ehefrau Elwire Ulrike Wilhelmine Christiane Scheringer, geborene Wiese.